# شیشینتسه
شیشینتسه (به صربی: Šišince) یک منطقهٔ مسکونی در صربستان است که در لسکواس واقع شده‌است. شیشینتسه ۶۳۹ نفر جمعیت دارد.